# Rhionaeschna vazquezae
La libélula zurcidora mosaico occidental (Rhionaeschna vazquezae) pertenece a la familia de las libélulas zurcidoras (Aeschnidae)1. Es una especie endémica de México, que fue descrita en 1986 por Enrique González-Soriano2.

## Clasificación
Hasta el año 2003 el género Aeshna comprendía las especies de la familia Aeshnidae que tienen un tubérculo medio ventral en el esterno del segmento uno1. Un análisis filogenético realizado por Natalia von Ellenrieder1 demostró que Aeshna no es un grupo monofilético y separó su componente neotropical en el género Rhionaeschna.

## Descripción
- Cabeza: clípeo y frente color azul verdoso claro , marca negra en forma de “T” en la frente angostándose posteriormente, vertex negro con dos marcas amarillas antero laterales.
- Tórax: líneas verdes brillante continuas en el mesanepisterno, mese y metepimerón.
- Abdomen: negro con manchas azul brillante y verdes1.

## Distribución de la especie
Guerrero, Nayarit y Estado de México2,3.

## Hábitat
Ríos en bosque tropical caducifólio1.

## Estado de conservación
Dentro de la lista roja de la IUCN, se considera que la información es insuficiente para evaluar a R. vazquezae4.